# Koboko
Koboko – miasto w północno-zachodniej Ugandzie. Liczy 51.300 mieszkańców. Stolica Dystryktu Koboko. Miejsce urodzenia ugandyjskiego prezydenta-dyktatora Idi Amina.